# Clayton Geathers
Clayton Geathers (* 1. června 1992 v Georgetownu, stát Jižní Karolína) je hráč amerického fotbalu nastupující na pozici Free safetyho za tým Indianapolis Colts v National Football League. Univerzitní fotbal hrál za University of Central Florida, poté byl vybrán ve čtvrtém kole Draftu NFL 2015 týmem Indianapolis Colts.

## Vysoká škola a univerzita
Geathers navštěvoval a hrál za Carvers Bay High School a pomohl jí k dvěma titulům v divizi Lower State (2007 - 2008). Za to byl dvakrát zvolen do all-stars týmu státu, v sezóně 2008 na pozici Running backa a v roce 2009 jako Defensive back.
Na University of Central Florida si celkem v 53 zápasech připsal třetí nejvyšší počet tacklů v historii školy, 383. V nováčkovské sezóně 2011 jich bylo 97, o rok později 117, následně 100 a v posledním ročníku 97.

## Profesionální kariéra
Do NFL Combine vstupoval Geathers s výškou 185cm a váhou 100kg jako Strong safety. V každém cvičení předvedl skvělý výkon: 40 yardový sprint zaběhl za 4,55 sekundy, v benchpressu byl druhý za 22 opakování, ve skoku z místa osmý s deseti stopami a tři kužely zdolal za 7,21 sekundy.

### Indianapolis Colts
Geathers byl nakonec draftován ve čtvrtém kole jako 109. hráč celkově týmem Indianapolis Colts, na smlouvě se pak dohodl 6. května.
Během prvního roku v NFL sloužil především jako náhradník za Mikea Adamse, celkem zasáhl do patnácti utkání, ve kterých si připsal 34 tacklů a jednu zablokovanou přihrávku. Před startem sezóny 2016 se přesunuje na pozici Free safetyho.

## Osobní život
Clayton je bratrancem Defensive enda Orlando Predators Jeremyho Geatherse, Defensive enda Pittsburgh Steelers Cliftona Geatherse, Defensive enda Roberta Geatherse a bývalého Safetyho UCF Jarvise Geatherse.